# Cerace ios
Cerace ios es una especie de polilla de la familia Tortricidae. Se encuentra en Borneo.

## Descripción
La envergadura es de 45 mm. Las alas anteriores son de color amarillo anaranjado, reticuladas (en forma de red) con violeta ferruginosa. En la mitad basal del ala predomina el color de fondo, con manchas amarillas y bandas y rayas ferruginosas. En la mitad terminal del ala y a lo largo del dorso, el color amarillo se reduce a manchas redondas. Aquí predominan las marcas oscuras. Las alas traseras son de color amarillo anaranjado brillante, pero más pálidas en la base.